# Carol Berg
Pour les articles homonymes, voir Berg.
Œuvres principales
- Série Les Livres des Rai-Kirah

Carol Berg, née en 1948 à Fort Worth au Texas, est une romancière américaine de romans fantasy.

## Biographie
Carol Berg est diplômée en mathématiques de l’université Rice et en informatique de l’université du Colorado. Avant de devenir écrivain, elle concevait des logiciels. Elle vit au Colorado. Elle a trois fils.

## Œuvres

### UniversSanctuary

#### SérieThe Lighthouse Duet
1. (en) Flesh and Spirit, 2007Lauréat du Prix Mythopoeic Fantasy Award for Adult Literature en 2009 et du Colorado Book Award
2. (en) Breath and Bone, 2008Lauréat du Prix Mythopoeic Fantasy Award for Adult Literature en 2009 et du Colorado Book Award

#### SérieSanctuary
1. (en) Dust and Light, 2014
2. (en) Ash and Silver, 2015

### SérieLes Livres des Rai-Kirah
1. L'Esclave, Bragelonne, 2009 ((en) Transformation, 2000)Lauréat du Geffen Award en 2005
2. L'Insoumis, Bragelonne, 2009 ((en) Revelation, 2001)
3. Le Vengeur, Bragelonne, 2011 ((en) Restoration, 2002)

### SérieBridge of d'Arnath
1. (en) Son of Avonar, 2004
2. (en) Guardians of the Keep, 2004
3. (en) The Soul Weaver, 2005
4. (en) Daughter of Ancients, 2005Lauréat du Prism Award en 2006

### SérieCollegia Magica
1. (en) The Spirit Lens, 2010
2. (en) The Soul Mirror, 2011
3. (en) The Daemon Prism, 2012

### Romans indépendants
1. (en) Song of the Beast, 2003Lauréat du Colorado Book Award en 2003